# (22826) 1999 RR42
(22826) 1999 RR42 est un astéroïde de la ceinture principale d'astéroïdes découvert en 1999.

## Description
(22826) 1999 RR42 a été découvert le 14 septembre 1999 à Višnjan, une municipalité située dans le comitat d'Istrie en Croatie, par Korado Korlević.

### Caractéristiques orbitales
L'orbite de cet astéroïde est caractérisée par un demi-grand axe de 3,6 UA, un périhélie de 2,75 UA, une excentricité de 0,10 et une inclinaison de 10,07° par rapport à l'écliptique. Du fait de ces caractéristiques, à savoir un demi-grand axe compris entre 2 et 3,2 UA et un périhélie supérieur à 1,666 UA, il est classé, selon la JPL Small-Body Database, comme objet de la ceinture principale d'astéroïdes.

### Caractéristiques physiques
(22826) 1999 RR42 a une magnitude absolue (H) de 13,5 et un albédo estimé à 0,150.